# Kristiāna Lībane-Šķēle
Kristiāna Lībane-Šķēle (ur. 1971) – łotewska prawnik i polityk, w latach 1993–2002 posłanka na Sejm V, VI i VII kadencji. 

## Życiorys
Wywodzi się z rodziny adwokackiej. Po ukończeniu szkoły średniej w Rydze (1989) kształciła się w dziedzinie prawa w Łotewskim Uniwersytecie Państwowym (LVU, następnie LU – Uniwersytet Łotewski). Odbyła również kursy z zakresu politologii na Uniwersytecie Aarhus w Danii (1992) oraz prawa międzynarodowego w Londynie (1994). 
Na początku lat 90. pracowała w MSZ niepodległej Łotwy. Była wybierana w skład Sejmów V (1993), VI (1995) i VII (1998) kadencji z listy Łotewskiej Drogi (LC). Przewodniczyła pracom Klubu Poselskiego LC (1998–2002), przez dwa lata była również wiceprzewodniczącą frakcji (1996–1998). Bez powodzenia ubiegała się o reelekcję do Sejmu z listy LC w 2002. Po odejściu z parlamentu przez trzy lata była dyrektorem wykonawczym Fundacji Edukacji Społecznej "Jaunā akadēmija" ("Młoda akademia"). Od 2003 praktykuje jako adwokat przysięgły. W 2006 objęła funkcję konsula honorowego Luksemburga na Łotwie. 
Zasiada w zarządzie Partii Ludowej. Zamężna z Andrisem Šķēlem, mają syna.